# Terpna lepterythra
Terpna lepterythra là một loài bướm đêm trong họ Geometridae.